# Broadway (línea Astoria)
Broadway es una estación en la línea Jamaica del Metro de Nueva York de la B del Brooklyn–Manhattan Transit Corporation y el Independent Subway System. La estación se encuentra localizada en Astoria, Queens entre Broadway y la Calle 31. La estación es servida en varios horarios por los trenes del Servicio  y .

## Enlaces externos

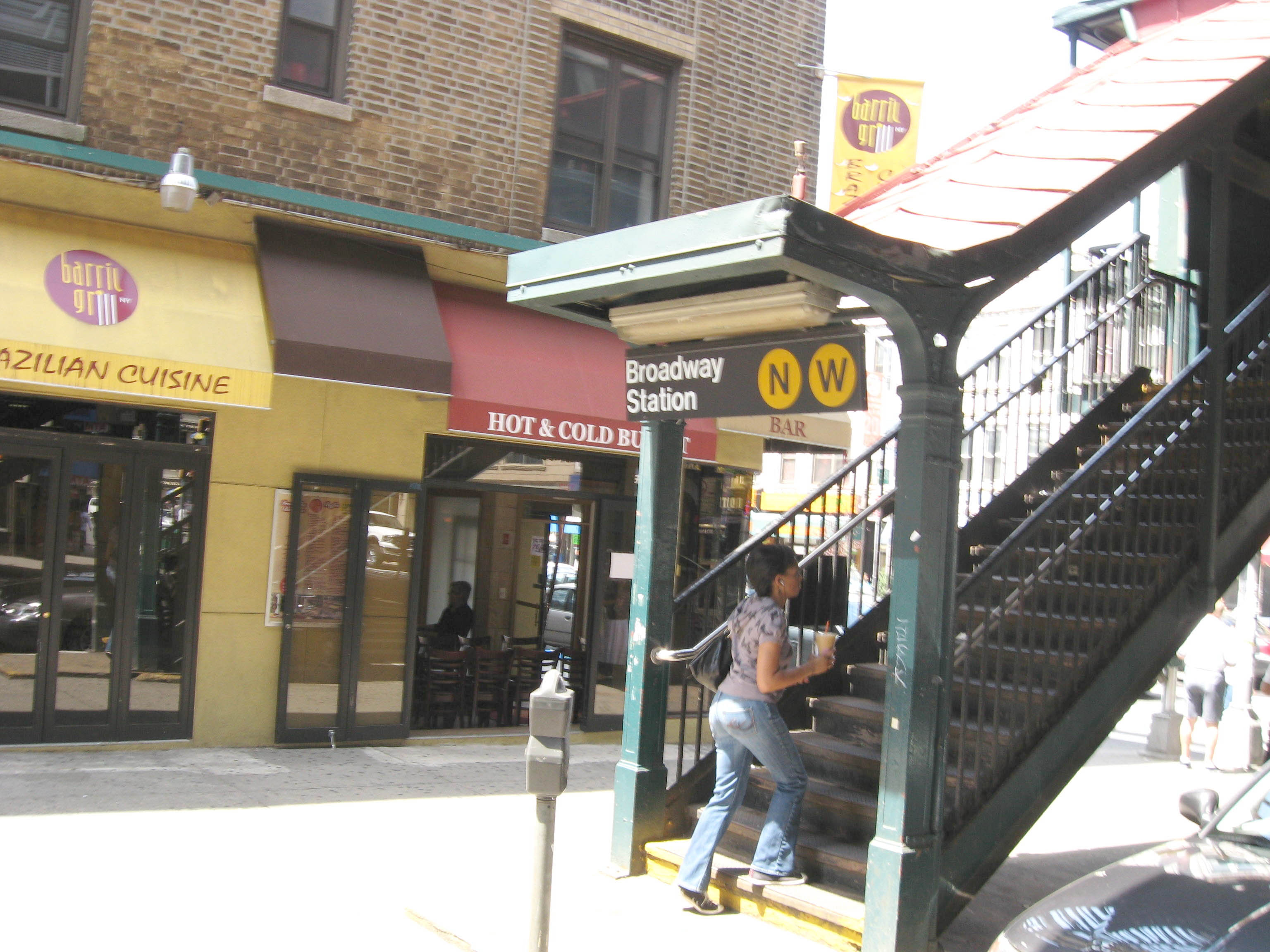
Escaleras sur.